# Reformationskirche (Magdeburg)

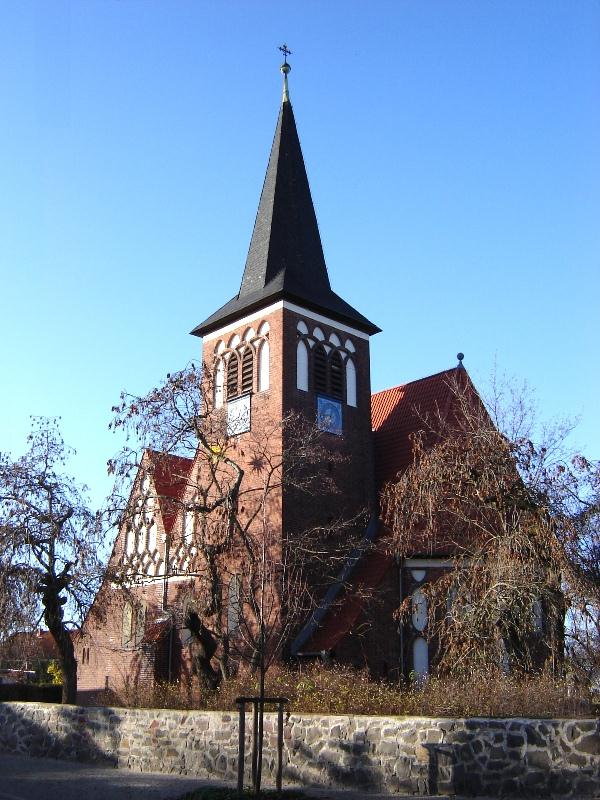
Südostansicht

Die Reformationskirche ist die 1910 eingeweihte evangelische Kirche des Magdeburger Stadtteils Rothensee.
Das Kirchengebäude steht im alten Dorfkern von Rothensee auf dem von einer Bruchsteinmauer umgebenen ehemaligen Friedhof in der Turmstraße. Es ist der dritte Kirchenbau, nachdem die romanische Kirche aus dem 13. Jahrhundert im Dreißigjährigen Krieg abbrannte und die danach wieder aufgebaute Kirche baufällig geworden war. Nach Plänen des Wolmirstedter Baurats Peitsch begannen die Bauarbeiten für die neue Kirche, sie wurde am 30. Oktober 1910 als „Reformationskirche“ eingeweiht. Die Genehmigung zur Namensgebung hatte zuvor der preußische König und Kaiser Wilhelm II. als Oberhaupt der evangelisch-unierten Kirche in Preußen erteilt.
Es war ein Backsteingebäude im historistischem Baustil entstanden, bestehend aus einem dreiseitig geschlossenen Kirchenschiff, dem an der Südostseite ein quadratischer Turm mit einem spitzen sechsseitigen Pyramidendach angefügt wurde. Die Südseite des Kirchenschiffs erhielt zwei Schaugiebel mit gotisierendem Blendmaßwerk. Das Kirchenschiff ist 25,70 Meter lang und 12,30 Meter breit. Sein Dachfirst erreicht eine Höhe von 16,50 Meter, die Turmspitze endet bei 32,60 Metern. Die Turmmauern sind jeweils 5,60 Meter lang.
Im Innern ist das Kirchenschiff mit einem hölzernen Tonnengewölbe ausgestattet und mit einer L-förmigen Südwestempore versehen. Zu den Besonderheiten der Ausstattung zählen die beiden farbigen Fenster im Altarraum. Die neugotische Orgel, 1910 von Ernst Röver aus Hausneindorf erbaut, wurde erst Mitte der 1960er Jahre aus der Immanuelkirche in Magdeburg-Prester in die Reformationskirche umgesetzt. Die laut dem Handbuch der Deutschen Kunstdenkmäler neugotischen Ranken- und Astwerkmalereien aus der Zeit der Erbauung der Kirche sind nicht mehr vorhanden.
|  |  |  |